# Alessandro Avellis
 (juillet 2014).
Alessandro Avellis (né à Bari en 1975) est un réalisateur italien.

## Biographie
Après des études de cinéma et de théâtre à Rome, il suit des formations auprès de Suso Cecchi D'Amico, Theo Angelopoulos et Furio Scarpelli. Il a réalisé divers courts-métrages, primés et sélectionnés dans des nombreux festivals internationaux, parmi lesquels Lovstori, qui participa en 1996 au Sacher Festival de Nanni Moretti, et Plus de Paul (2002), édité en DVD en France.En 2005, il écrit, réalise et produit son premier long métrage, Ma saison super 8, dont l’histoire est librement inspirée du FHAR (le premier mouvement LGBT et féministe français). Distribué par Antiprod en France, dans les pays francophones et aux États-Unis, le film a été présenté dans une vingtaine de festivals internationaux (New York, Washington, Chicago, Cork, Montréal, Seattle, Sydney, Londres, Los Angeles…) gagnant le Prix du Meilleur Film au Festival Llamale H de Montevideo.

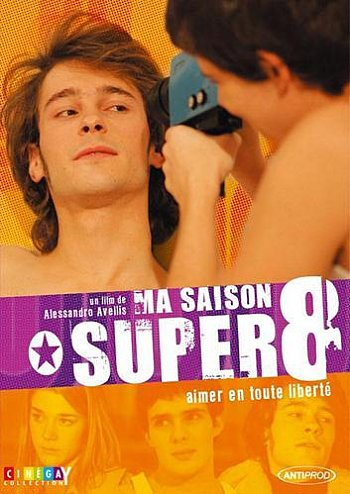
(2005)

Il a ensuite réalisé deux documentaires : La révolution du désir (2006) qui retrace l'histoire du Front homosexuel d'action révolutionnaire (FHAR) et ses liens avec des intellectuels tels que Guy Hocquenghem, Françoise d'Eaubonne et René Schérer - distribué en 2007, le film a été largement diffusé lors du 40e anniversaire de mai 68 (Festival Confrontation de Perpignan, Musée d'Art Contemporain Mac/Val, Bibliothèque Municipale de Lyon, Salles Utopia...
et Les Règles du Vatican qui relate la dérive réactionnaire du Vatican et l'état critique de la laïcité en Italie. En 2008, il réalise Transseizième, film-document sur la campagne électorale de la comédienne transgenre Pascale Ourbih, tête de liste des Verts pour les municipales dans le XVIe à Paris.
Paname, entre documentaire et fiction, est basé sur un tournage étalé tout au long de l’année 2008.

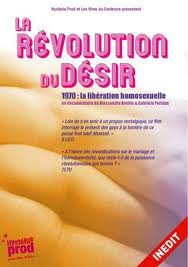
(2006)

En collaboration avec l’essayiste Alain Brassart, il a réalisé une enquête sur le cinéma français contemporain, du point de vue de l’identité de genre, De la Cage aux Roseaux, avec la participation, entre autres, d'André Téchiné, Gaël Morel, Catherine Corsini, Gérard Lefort, Noël Burch, Olivier Ducastel et Jacques Martineau. Un extrait du témoignage d'André Téchiné dans De la Cage aux Roseaux.

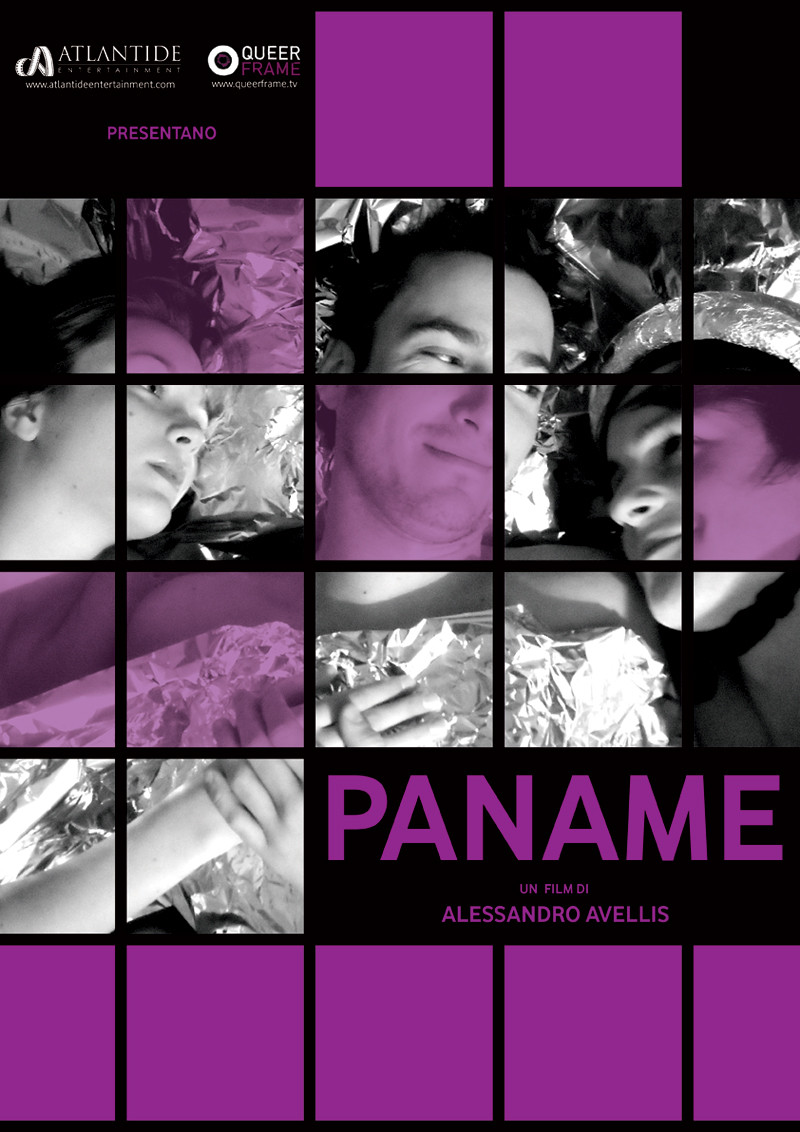
(2008)

Avec Paolo Bonacelli (le duc du film Salò ou les 120 Journées de Sodome, 1975) et des experts italiens du cinéma de Pasolini, il a fouillé les liens entre le Marquis de Sade, Pasolini et la société contemporaine, dans le documentaire La 121e Journée.

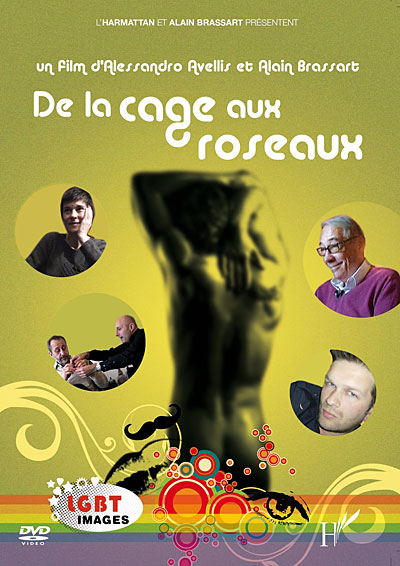
(2010)

En 2014, il raconte le débat houleux autour du mariage homosexuel en France dans la pièce Les Virilius, du point de vue des opposants à cette loi, spectacle joué à Paris, À la Folie Théâtre.
En 2015, il recommence une pièce à propos de l'homosexualité, Da Vinci contre Michel Ange,

## Filmographie
- 1996 : Lovstori (cm)
- 1998 : Armida (cm)
- 1999 : ABC (cm)
- 2000 : Parole nella città (cm)
- 2002 : Plus de Paul (cm)
- 2003 : Le garçon et l'aigle (cm)
- 2004 : Le baron (cm)
- 2005 : Ma saison super 8
- 2006 : La Révolution du désir (précédemment appelé Phare, fard, FHAR !)
- 2007 : Les Règles du Vatican
- 2008 : Transseizième (cm)
- 2009 : Paname
- 2010 : De la Cage aux Roseaux (cm)
- 2011 : La 121e Journée (cm)

## DVD
- De la Cage aux Roseaux (L'Harmattan Vidéo, 2012)
- Paname ( Water Bearer Films 2011, États-Unis)
- La Révolution du désir (Hystérie Prod, 2007)
- Ma saison super 8 (Antiprod, 2006 - Water Bearer Films 2009, États-Unis)
- Plus de Paul (Antiprod, 2003)

## Festivals

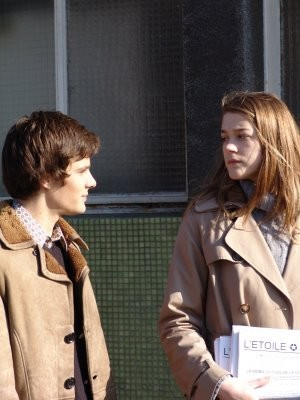
Une scène de "Ma Saison Super 8" (2005)

- « Festival de films g&l », Paris, 2005 (France)
- « Festival du film g&l », Brussels, 2006 (Belgique)
- « Turin G&L film festival Da Sodoma a Hollywood », Turin, 2006 (Italie)
- « Vues d'en Face », Grenoble, 2006 (France)
- « Journées du cinéma g&l », Rouen 2006 (France)
- « Image+Nation », Montréal, 2006 (Canada)
- « NewFest », New York, 2007 (États-Unis)
- « Austin g&l Int'l Film Festival », Austin, 2007 (États-Unis)
- « Reel Affirmations », Washington, 2007 (États-Unis)
- « Corona Cork Film Festival », (Irlande)
- « Reeling In’l G&L Film Festival », Chicago (États-Unis)
- « Mix Brasil » São Paulo, Brasilia, Rio de Janeiro (Brésil)
- « Festival de films g&l », Paris, 2006 (France)
- « Festival Reflets », Marseille, 2007 (France)
- « Université d'été homosexuelle », Marseille, 2007 (France)
- « Get Bent », Manchester, 2007 (Angleterre)
- « Festival du film militant », Aubagne, 2007 (France)
- « Pink Screens », Brussels, 2007 (Belgique)
- « Turin G&L film festival Da Sodoma a Hollywood », Turin, 2008 (Italie)
- « Festival Reflets », Marseille, 2008 (France)
- « Image+Nation », Montréal, 2007 (Canada)
- « Festival Désirs Désirs », Tours, 2008 (France)
- « Festival Confrontation – The 70s cinema », Perpignan, 2008 (France)
- « D'un genre à l'autre », Nice, 2008 (France)
- « Mardi Gras Film Festival », Sydney, 2008 (Australie)
- « London L&G Film Festival », London, 2008 (Royaume-Yni)
- « Melbourne Queer Film Festival », Melbourne, 2008 (Australie)
- « Outfest», Los Angeles, 2008 (États-Unis)
- « Q! Film Festival », Jakarta (Bali)
- « Surabaya », 2008 (Indonésie)
- « Llamale H - Uruguay Int'l Film Festival », Montevideo, 2008 (Uruguay)
- « Seattle Lesbian & Gay Film Festival », Seattle, 2008 (États-Unis)
- « Pride Film Festival » Johannesburg, Pretoria, Durban, 2008 (Afrique du Sud)
- « Florence Queer Festival », Florence, 2008 (Italie)
- « Festival  XXYZ » Toulouse 2009
- « Semaine des Queers radicaux » Montréal 2009 (Canada)
- « Festival  Des Images aux Mots » Toulouse 2009
- « Cinémarges » Bordeaux 2009
- « Cinépride » Nantes 2009
- « Festival Anormales » Buenos Aires et Cordoba 2010 (Argentine)
- « 24th BFI London L&G Film Festival » British Film Institute - Londres 2010 (Royaume-Uni)
- « Mix Milan» Milan 2010 (Italie)
- « 16e Festival Chéries-chéris » Forum des Images - Paris 2010
- « Mostra FIRE!! » Barcelone 2011 (Espagne)
- « Festival du film lgbt de Belgique » Bruxelles 2011
- « Festival Désir Désirs » Tours 2011
- « Turin International GLBT film festival » Turin 2011 (Italie)
- « Festival Anormales » 2011 Santiago du Chili (Chili)
- « Vues d’en face » Grenoble 2011
- « Libres Regards » Belfort 2012
- « Bobines Rebelles » Saint-Denis 2012

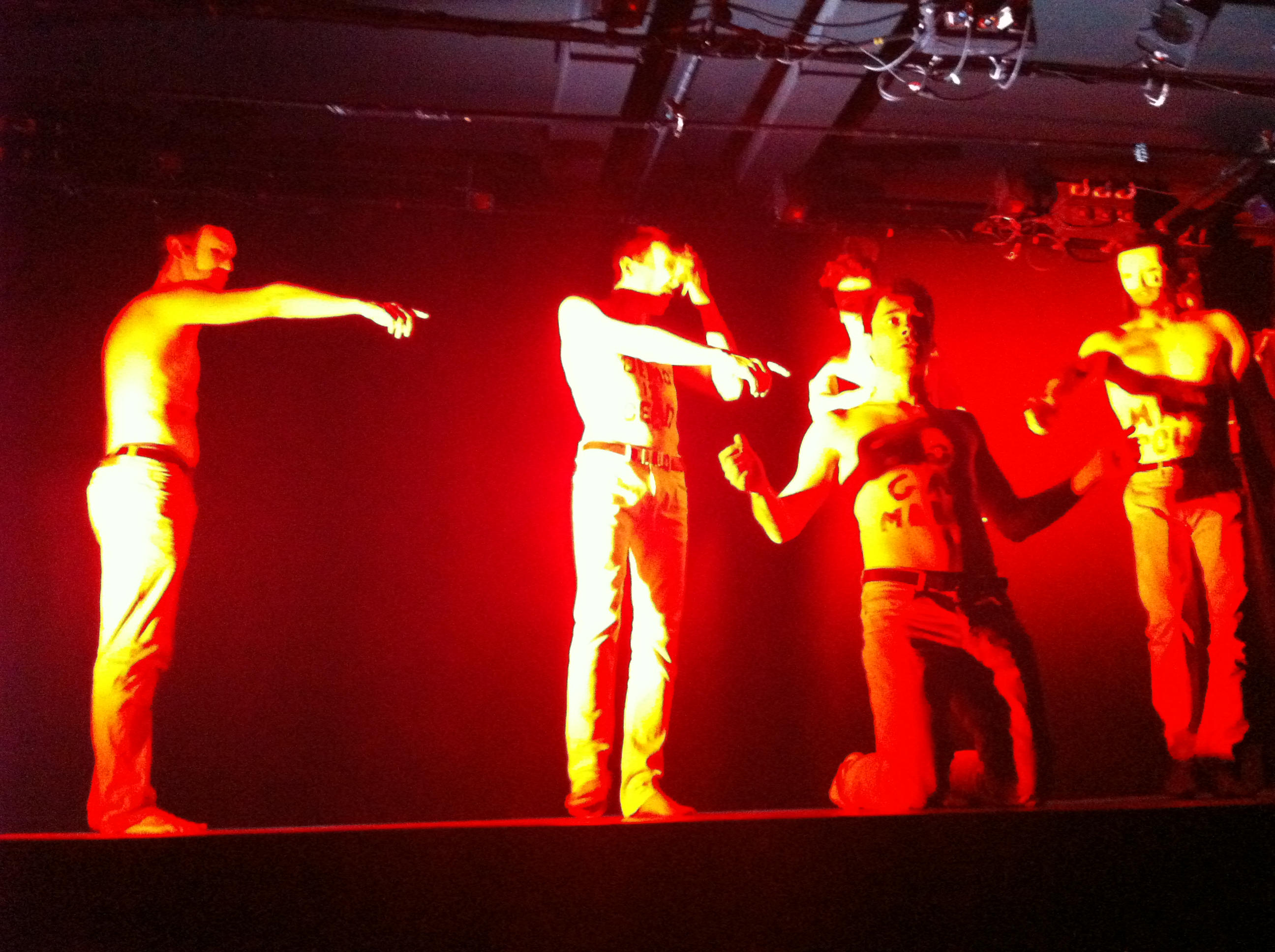
"Les Virilius"